# St. Margareta (Hohenbercha)

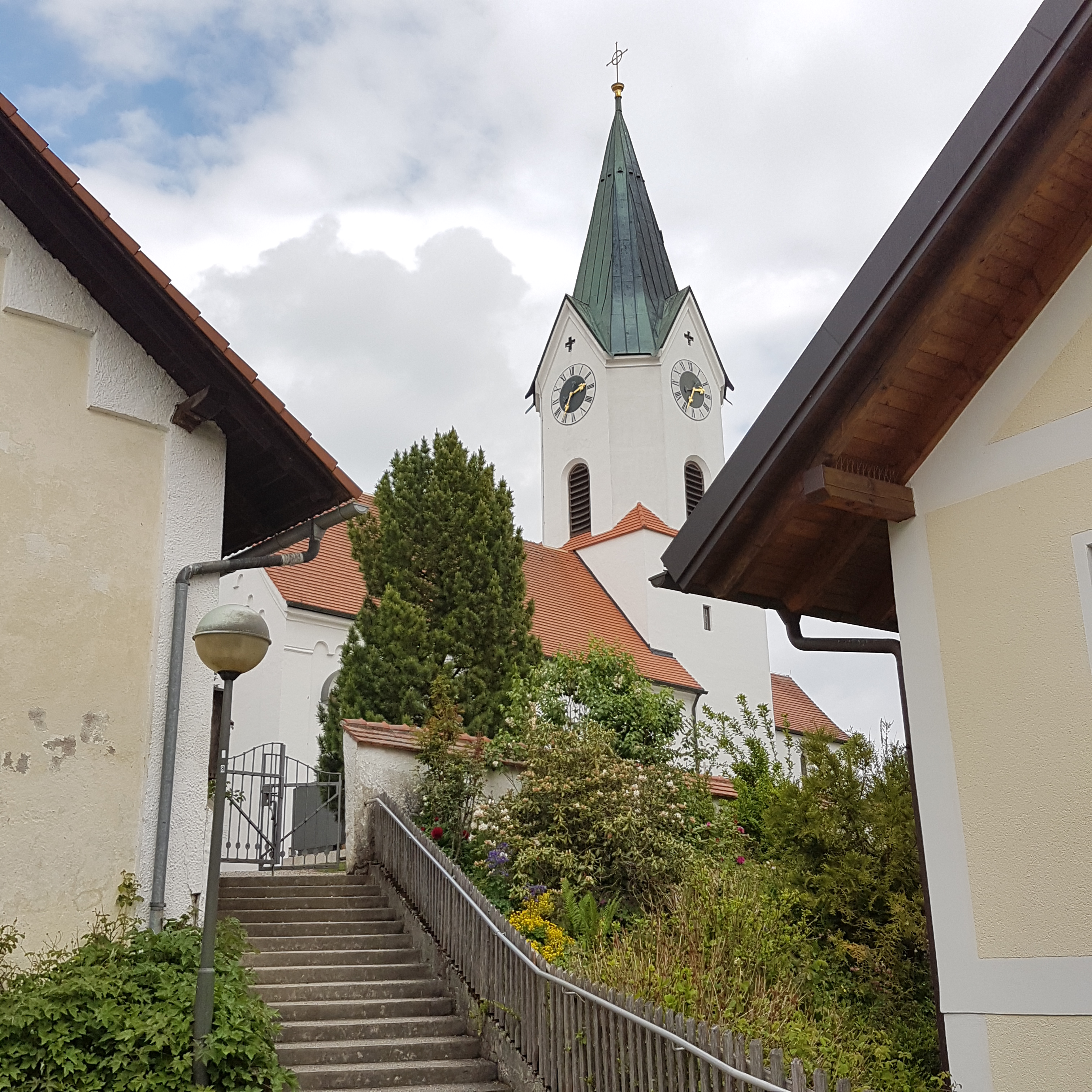
St. Margareta in Hohenbercha

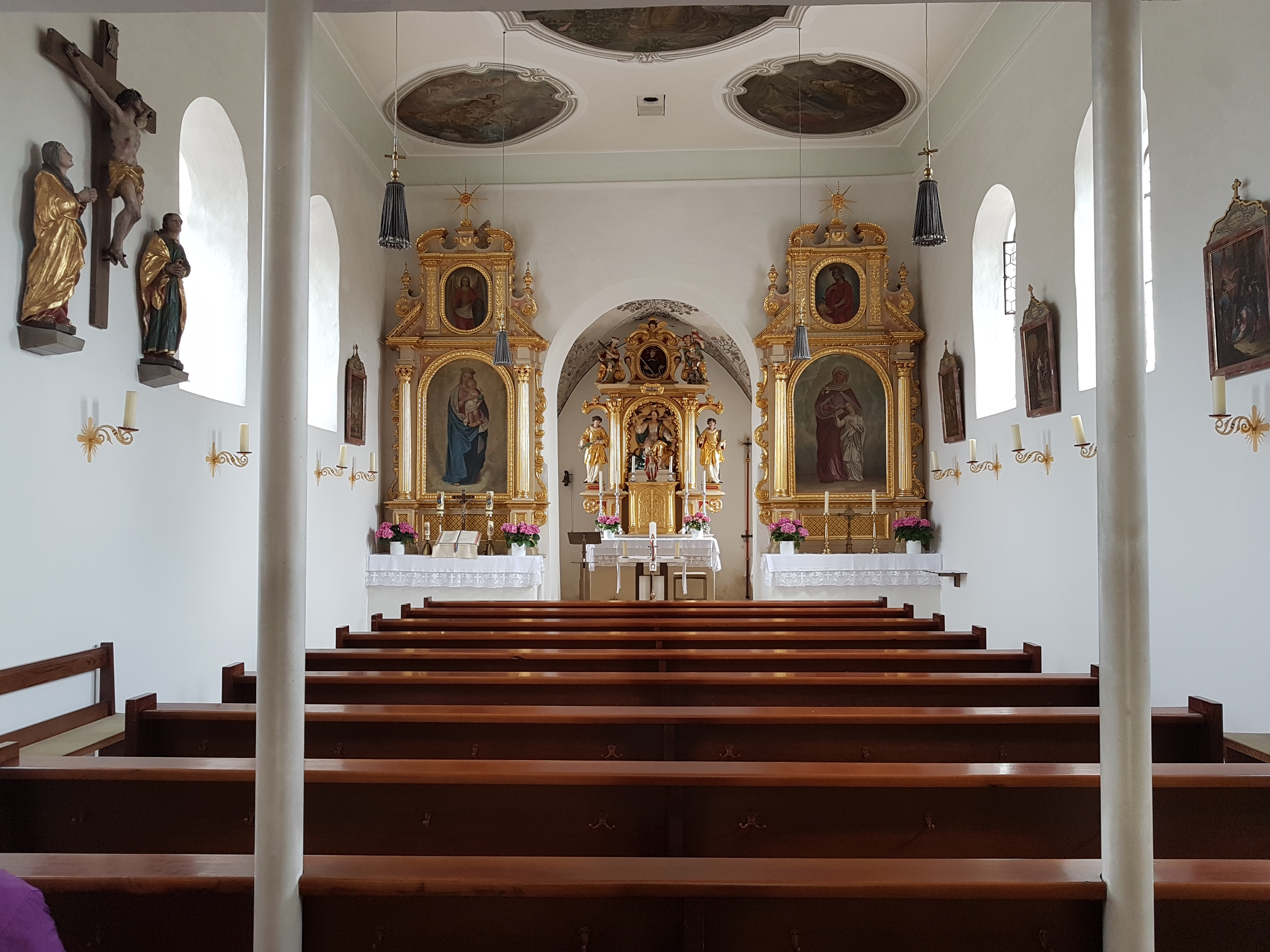
Innenraum

Die römisch-katholische Pfarrkirche St. Margareta steht in Hohenbercha, einem Gemeindeteil von Kranzberg im Landkreis Freising. Das Bauwerk ist in der Liste der Baudenkmäler in Kranzberg als Baudenkmal unter der Nr. D-1-78-137-19 eingetragen. Die Pfarrei gehört zum Dekanat Freising des Erzbistums München und Freising.

## Beschreibung
Die im Kern spätromanische Saalkirche besteht aus dem im späten 17. Jahrhundert errichteten, 1861 nach Westen erweiterten Langhaus und dem Chorturm im Osten. Die untersten Geschosse des Turms stammen aus dem 13. Jahrhundert, das achteckige, von einem spitzen Helm bedeckte Geschoss mit der Turmuhr und dem Glockenstuhl wurde 1872 errichtet. 1780 erfolgte der Anbau der Sakristei im Osten des Chorturms. Die Kirche wurde 1861 teilweise erneuert und vergrößert. 
Der Innenraum des Langhauses ist mit einer Flachdecke überspannt, der des Chors im Erdgeschoss des Chorturms mit einem Sterngewölbe. Der Hochaltar im Chor wird von den Skulpturen des Stephanus und des Laurentius von Rom flankiert. Auf dem Altarretabel wurde nach 1812 eine Skulptur der Margareta von Antiochia angebracht.
Die bestehende Orgel wurde 1983 von Wilhelm Stöberl erbaut.